# Сибирские траппы

Сибирская трапповая провинция

Сиби́рские тра́ппы — одна из самых крупных трапповых провинций мира. Она расположена на Восточно-Сибирской платформе. Сибирские траппы изливались на границе палеозоя и мезозоя, а именно пермского и триасового периодов, около 252 млн лет назад.
Траппы развиты на площади около 2 миллионов км². Объём извергнутых расплавов составил по разным оценкам 1—4 млн км³ эффузивных и интрузивных пород, или более 5 млн км³.
Одновременно с ними произошло крупнейшее в истории Земли пермо-триасовое или Великое вымирание видов.

## Географическое распространение

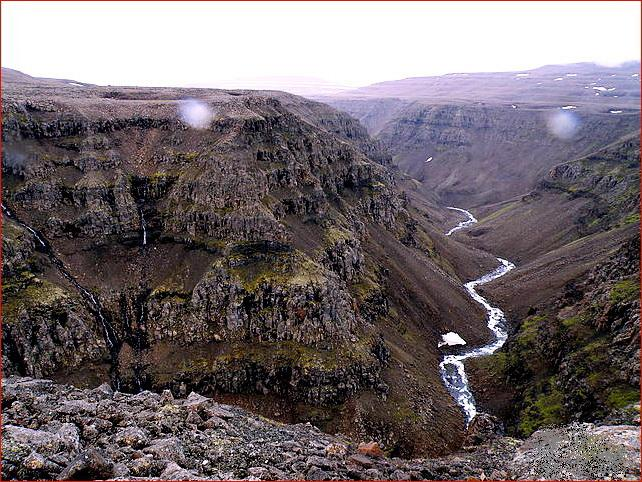
Базальтовые скалы плато Путорана, образованного траппами, прорезаны узкими речными каньонами

Траппы развиты во всей Восточно-Сибирской платформе, в Хатангском прогибе, в Минусинской котловине, зона магматизма простирается и на шельфе Евразии, на дне Карского моря. В районе их развития расположены реки Нижняя Тунгуска, Подкаменная Тунгуска, Тюнг и др. Сибирские траппы слагают плато Путорана.
Одновременно с типично трапповыми извержениями многочисленные магматические события произошли на ещё большей прилегающей территории. В это время образовались многочисленные базальтовые вулканы в Монголии, Забайкалье, на востоке и юге Казахстана. Это вулканы центрального типа, часто с лавами бимодальной серии. Они нетипичны для траппового магматизма, но их образование на незначительном удалении и в тот же период, возможно, указывает на связь с траппами.
Центр траппового магматизма располагался в районе современного Норильска. Здесь мощность формации максимальна, и образовывались крупные вулканические комплексы и расслоенные интрузии, с которыми связаны месторождения медно-никель-платиноидных руд.
Восточнее Норильска расположена Маймеча-Котуйская щелочная провинция, в которой распространены щелочные горные породы: маймечиты, кимберлиты, пикриты, карбонатиты, мелилитолиты и др.

## Связь с массовым вымиранием
Предположение о том, что именно трапповый магматизм вызвал пермско-триасовое вымирание, следовало из довольно точного совпадения обоих событий во времени. Однако до недавнего времени геофизические модели траппового магматизма не подтверждали это предположение. Так, расчётный темп выбросов углекислого газа был всего лишь сопоставим с современным антропогенным. Кроме того, давление мантийного плюма — восходящего потока вещества мантии — должно было ещё до разлития магмы образовать на поверхности земной коры огромный бугор высотой около 2 км, геологических свидетельств которого обнаружено не было.
Только в 2011 году было показано, что вещество плюма содержало значительную примесь тяжёлых пород океанической коры, а потому вместо поднятия литосферы плюм постепенно разрушал её снизу. Океаническая кора содержит больше летучих веществ, поэтому выброс в атмосферу углекислого газа и хлороводорода был в несколько раз более мощным, чем предполагалось ранее, а также в значительной степени мгновенным (по геологическим меркам). Новая модель разрешает описанные противоречия и подтверждает гипотезу о вулканической природе великого пермского вымирания.
Есть и противоположная позиция ученых, утверждающих, что массового вымирания, связанного с магмой, не было. Как аргумент приводится тот факт, что в слоях лавовых полей найдено множество разнообразных насекомых и растений. Таким образом, биосферу лавовые извержения не погубили — по крайней мере флору и энтомофауну.
Возможная причина появления сибирских траппов — удар астероида диаметром 60 км в противоположную точку Земли, образовавшего кратер Земли Уилкса.